# Grote vruchtenvampier
De grote vruchtenvampier (Artibeus lituratus)  is een zoogdier uit de familie van de bladneusvleermuizen van de Nieuwe Wereld (Phyllostomidae). De wetenschappelijke naam van de soort werd voor het eerst geldig gepubliceerd door Olfers in 1818.